# Štivor
Štivor (szerbül: Штивор), település Bosznia-Hercegovinában, a Bosanska Krajina és a Bosanska Posavina közötti átmeneti területen, Prnjavor község területén, a Szerb Köztársaságban. 

## Fekvése
Bosznia-Hercegovina északi részén, Banja Lukától légvonalban 42, közúton 67 km-re északkeletre, községközpontjától légvonalban 5, közúton 7 km-re északkeletre, 185-200 méteres tengerszint feletti magasságban fekszik. Itt halad át a Prnjavort Derventával összekötő út.

## Népessége
| Nemzetiségi csoport | Népesség 1991 | Népesség 2013 |
| ------------------- | ------------- | ------------- |
| Szerb               | 58            | 57            |
| Bosnyák             | 0             | 0             |
| Horvát              | 16            | 7             |
| Jugoszláv           | 34            | 0             |
| Egyéb               | 294           | 73            |
| Összesen            | 402           | 137           |

## Története

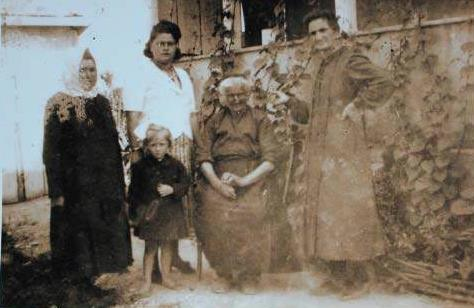
Olasz telepesek Štivorban 1883-ban

A térség 1878-ig tartozott az Oszmán Birodalomhoz, ekkor a berlini kongresszus határozata alapján az Osztrák-Magyar Monarchia része lett. Bosznia-Hercegovina 1878-as megszállása után, amikor az olaszok megtudták, hogy Ausztria-Magyarország számukra is földet ajánl Boszniában, az akkor Ausztria-Magyarország alá tartozó tiroli régióból beözönlöttek. A betelepítés 1881-ben történt. Először különböző területekre, Palačkovci, Štrpci, Babanovci területére érkeztek, majd a legtöbben Štivorban telepedtek le. Az olasz családok úgy érezték, hogy együtt kell lenniük és egy helyen kell élniük. Ennek megfelelően kérvényt küldtek az osztrák-magyar hatóságokhoz, és tíz év várakozás után a családok ugyanazon a területen szerezhettek telkeket. Azt is mondják, hogy Štivor eredeti neve a sok szilvafa miatt Šljivar volt. Mivel azonban ezt számukra nem volt könnyű kiejteni, először Stivarnak, majd Stivornak ejtették, végül kialakult a végleges változat, Štivor. Betelepülésük okairól két vélemény uralkodik. Az egyik szerint földcsuszamlások és esőzések veszélyeztették Valšugame térségében a lakosság életét, migrációt okozva. Egy másik szerint a selyemhernyó egy ördögi betegséget kezdett terjeszteni, ami arra kényszerítette őket, hogy új életteret keressenek maguknak. 1910-ben a Prnjavori járáshoz tartozó településen 44 háztartást, 248 római katolikus és 7 ortodox lakost találtak.
A monarchia szétesésével 1918-ban előbb a Szerb-Horvát-Szlovén Királyság, majd 1929-től a Jugoszláv Királyság része. 1921-ben a településnek 45 háztartása és 243 lakosa volt. Az 1929-es törvény értelmében, amikor Bosznia-Hercegovinát négy banovinára, Drinskára, Vrbaskára, Zetskára és Primorskára osztották, a település a Vrbaska banovina része lett, amelynek székhelye Banja Luka volt Jugoszlávia megszállása után a Független Horvát Állam (NDH) része lett. A második világháború után a település a szocialista Jugoszláviához tartozott. A daytoni békeszerződést követő területfelosztásnál a település Prnjavor község részeként a Szerb Köztársaság területéhez került. 1991-ben még csaknem 500 lakos élt itt és Štivor tele volt fiatalokkal. Ma már egyre kevesebb a helybeli, és egyre idősebbek. Mivel általában kettős, boszniai és olasz állampolgársággal rendelkeznek, a fiatalok ősi hazájukba mennek munkát keresni.

## Kultúra
A Štivori Olaszok Egyesülete 1997-ben alakult, és körülbelül 293 tagot számlál. Szervezője minden évben a nagyszabású Nemzetközi Folklórfesztiválnak, valamint társszervezője Prnjavor Község Nemzeti Kisebbségi Fesztiváljának. Emellett minden évben megszervezi a karnevált – ez a legnagyobb ilyen jellegű esemény a Bosznia-szerb Köztársaságban és Bosznia-Hercegovinában. Megalapították saját folklór szekciójukat mely a „Trentino” nevet viseli, és amelynek 102 tagja van, négy csoportra osztva: kicsi, közepes, fellépő együttes és veterán.

## Nevezetességei
- A falu Keresztelő Szent János tiszteletére szentelt római katolikus temploma 1979-ben épült. Az első kis, harangtornyos fakápolna helyére először 1898-ban épült templom Štivorban. A második templomot 1924-ben szentelték fel, és valószínűleg 1922-1924 között épült, mert a bejárati ajtó fölé az 1922-es évszámot faragták. A stivori temetőt 1893-ban hozták létre. A ma is meglévő Keresztelő Szent János-templom 1979-ben, a templom épületétől elkülönülő harangtornya 1985-ben épült. A templom téglalap alaprajzú, nyeregtetővel fedett, két oldalról sekély karzat veszi körül. A téglalap alakú bejárat fölött egy nagy körablak, fölötte pedig egy óra található. A hosszanti homlokzatokon az ablakok magasak, ívesek. 1989-ben freskót festettek a főoltár falára, amely az olaszok bevándorlását ábrázolja Trentino alpesi régióiból a Prnjavor körüli szelíd dombos területekre. A templom udvarán két gránitkő is található, amelyeket a Trentinói dombokról hoztak.[7]

- A katolikus temetőben található II. János Pál kápolna.